# Ярошенко Михайло Федорович
Миха́йло Фе́дорович Яроше́нко (13 лютого 1900, Дем'янівка, Семенівський район, Полтавська область — 11 квітня 1985) — радянський гідробіолог.

## З життєпису
Закінчив Дніпропетровський інститут народної освіти (1928), працював у Дніпропетровському металургійному Інституті (1929–1932), в Тираспольському Педагогічному Інституті (1936–1941), завідував кафедрами зоології Уральського (1941 — 1943) і Кишинівського (1944–1947) педагогічних інститутів. З 1949 завідувач лабораторії гідробіологічного Інституту біології Молдавської філії АН СРСР (1957–1961 директор), з 1972 науковий консультант Інституту Зоології АН Молдавської РСР. Праці з гідробіололії прісних вод і ентомології. Вивчав гідрохімічні, гідробіологічні та іхтіологічні особливості річок басейну Дністра і водоймищ Молдавії. Визначив біотичний баланс і запропонував практичні рекомендації щодо підвищення рибопродуктивності і раціонального використання озера Кагул. Встановив стан і спрямованість фізико-хімічних та біологічних процесів одного з основних джерел централізованого питного постачання Молдавії — Дубосарського водосховища; визначив ступінь його забруднення, динаміку розвитку флористичних і фауністичних комплексів, запропонував заходи із запобігання його подальшому забрудненню та очищення. Вивчав ентомофауни Молдови, біологію та господарське значення різних видів комах. Розробляв проблеми вивчення стану біосфери, охорони та раціонального використання природних ресурсів у період науково-технічної революції. Результати цих робіт викладені в монографії «Природа і людство» (1978).
Ярошенко — основоположник молдавської гідробіологічної школи.